# Боян (име)
Вижте пояснителната страница за други значения на Боян.
Боян е мъжко име, използвано в България и на други места. На латиница се изписва като Boyan. Неговият женски еквивалент е Бояна. Също така е популярно име и в много славянски страни, особено в бивша Югославия, където се изписва предимно като Бојан.

## Произход на името Боян
Налице е известна дискусия за произхода и значението на старото българско име Боян.
- Обичайното и най-широко прието схващане е, че то има смисъл на „Войн“ и произлиза от думата „бой“ или битка и наставка „-ан“, която е общоприета за български и останали славянски имена.
- Други считат, че то идва от хуно-българското име „Баян“ известни са хан Баян, Бат-Баян, Баян I (562 – 602), първият аварски хаган, управлявал аваро-прабългарския съюз и славяните в Панония и др.
- Трета теория е, че името произхожда от два езика: от прабългарски език, където името е военен командир, както и на славянската дума Бой.
- Още една възможност за произхода на името: в областта на днешна Чехия Бохемия живяло келтското племе Боии. По-късно тази област е била обитавана от предци на съвременните сърби (белите сърби), и след тях от чешки племена. Възможно е името Боян да произхожда от наименованието на келтското племе Боии.
- Изказано е и предположението – келтско-ирландското име Брайън (Bryan или Brian) да е свързано с българското Боян (Boyan) не само с правописно сходство, но и по значение. Следователно, ако се съди от келтско-ирландското значение на името Брайън, българското име Боян би могло да се преведе като „силен“ или „благороден“.[1][2]

## Имен ден
По канона на Българската православна църква Боян празнува имен ден на 28 март – деня на Св. мъченик Боян, княз Български. На този ден празнуват също Албена, Бояна, Боянка.
Разпространено е също носещите името Боян да празнуват и на 6 януари – Богоявление. Това вероятно е свързано със сходното име Божан, което празнува на тази дата и което при транскрибиране би могло да се асоциира с Боян.

## Известни личности с името Боян
- Батбаян
- Боян-Енравота
- Боян Къркич
- Боян Саръев
- Боян Пенев
- Боян Дановски
- Боян Димитров
- Боян Биолчев
- Боян Илчев
- Боян Радев
- Боян Лечев
- Боян Коцев
- Боян Каменов
- Боян Обретенов
- Боян Табаков
- Боян Йорданов
- Боян Курайца
- Боян Търкуля
- Боян Ангелов
- Боян Боянов
- Боян Болгар
- Боян Захариев
- Боян Расате
- Боян Петков
- Боян Иванов
- Боян Крижай
- Боян Войвода
- Боян Ставрев
- Боян Петров
- Боян Райнов
- Боян Рангелов